# Zelotes acapulcoanus
Zelotes acapulcoanus är en spindelart som beskrevs av Willis J. Gertsch och Davis 1940. Zelotes acapulcoanus ingår i släktet Zelotes och familjen plattbuksspindlar. Inga underarter finns listade i Catalogue of Life.